# Llista de monuments de Tarragona
Llista de monuments de Tarragona inclosos en l'Inventari del Patrimoni Arquitectònic Català per al municipi de Tarragona. Inclou els inscrits en el Registre de Béns Culturals d'Interès Nacional (BCIN) amb la classificació de monuments històrics i els Béns Culturals d'Interès Local (BCIL) de caràcter arquitectònic.
A causa de l'extensió dels elements inventariats, la llista se subdivideix en dues àrees:
- Llista de monuments de Tarragona (centre), pel districte de Part Alta que inclou el nucli antic de Tarragona, en la part alta de la ciutat, protegit com a conjunt històric declarat BCIN l'any 1966.
- Llista de monuments de Tarragona (perifèria), inclou els altres districtes de Tarragona.